# Рябченко Микола Андрійович
Микола Андрійович Рябченко (1 травня 1941, місто Катав-Івановськ, тепер Челябінської області, Російська Федерація) — український діяч, голова правління ВАТ «Криворізький цементно-гірничий комбінат» Дніпропетровської області. Народний депутат України 1-го скликання.

## Біографія
Народився у родині керівника тресту «Уралцемент» Андрія Петровича Рябченка.
У 1958—1963 роках — студент Казахського технологічного інституту, інженер-технолог промисловості будівельних матеріалів.
У 1963—1968 роках — електрослюсар Чимкентського цементного заводу; майстер обпікання, начальник цеху пиловловлювання, начальник цеху помолу Семипалатинського цементно-шиферного комбінату Казахської РСР.
У 1968—1970 роках — начальник цеху випалювання, головний технолог Старооскольського цементного заводу Бєлгородської області РРФСР.
У 1970—1973 роках — головний інженер Теплоозерського цементного заводу Хабаровського краю РРФСР.
Член КПРС з 1971 до 1991 року.
У 1973—1978 роках — заступник головного інженера Старооскольського цементного заводу Бєлгородської області РРФСР.
У 1978—1983 роках — головний інженер, директор Кам'янець-Подільського цементного заводу Хмельницької області.
З 1983 року — генеральний директор Криворізького цементно-гірничого комбінату; голова правління відкритого акціонерного товариства «Криворізький цементно-гірничий комбінат» Дніпропетровської області.
18.03.1990 року обраний народним депутатом України, 2-й тур, 46,63 % голосів, 6 претендентів. Входив до групи «Промисловці» (голова групи) фракції «Нова Україна». Голова підкомісії Комісії ВР України з питань будівництва, архітектури та житлово-комунального господарства.
Був членом правління об'єднання «Нова Україна». Пізніше став членом Партії регіонів.
З 1997 року — член спостережної ради міждержавного концерну «Цемент» від України. Член правління промислової групи УСПП міста Кривого Рогу Дніпропетровської області.

## Нагороди та звання
- медаль «За доблесну працю» (1970)
- медаль «За заслуги перед містом» (1999)
- заслужений учитель України (1993)
- заслужений працівник промисловості України (.03.2002)[1]